# ذيل الفأر الباتاغوني
ذيل الفأر الباتاغوني (الاسم العلمي: Myosurus patagonicus) هو نوع من النباتات يتبع جنس ذيل الفأر من الفصيلة الحوذانية.	
سمي هذا النوع نسبة إلى منطقة باتاغونيا.	